# Roger de Moulins
Roger de Moulins byl v letech 1177–1187 velmistrem rytířského řádu johanitů. Ve funkci velmistra řádu byl nástupcem Gilberta ze Sýrie.
Johanité byli tradičními rivaly rytířského řádu templářů. Nicméně roku 1179 papež Alexandr III. Rogera přesvědčil, aby mezi oběma řády vyjednal mír. Roku 1184 proto Roger přicestoval do Evropy, doprovázen velmistrem templářů Arnoldem z Torrojy a jeruzalémským patriarchou Herakliem. Své cesty Roger využil i k založení poboček johanitského řádu v Anglii, Francii a německých zemích. Na své cestě zpět do Svaté země roku 1185 pomohl jihoitalským Normanům v útoku proti byzantské Soluni.
Během Rogerovy působnosti ve funkci velmistra řád johanitů získával stále větší vliv na politiku křižáckého Jeruzalémského království. Roger de Moulins patřil do tábora odpůrců Guye de Lusignan a jeho spojenců jako byl baron z Keraku Renaud de Châtillon. Roger byl prvním, kdo odmítl předát Guyovi klíče od královské pokladnice, když byl roku 1186 korunován jeruzalémským králem. V dubnu se odebral jen se svou osobní stráží na templářský hrad La Fève, kam jej pozval velmistr templářů Gérard de Ridefort. 30. dubna večer se oběma velmistrům donesla zpráva, že jezdci sultána Saladina, kterým průjezd svým územím povolil sám hrabě z Tropolisu Raimond III.[zdroj?] Gérard de Ridefrot propadl rozhořčení a rozhodl se nájezd Saracénů odrazit. Roger de Moulins jeho plán váhavě, aby nebyl pokládán za zbabělce, podpořil. Gérardovi se za večer podařilo postavit armádu z templářských i světských rytířů, zatímco Roger v nadcházející bitvě velel jen své osobní gardě, neboť přítomnost johanitů v oblasti byla minimální.
V noci 1. května rytíři, u u Cressonských pramenů muslimské jezdce napadli. Saladinovi jezdci byli ve velké přesile a křižáky proto snadno během chvíle zmasakrovali. Roger de Moulins v bitvě padl, přežil jen velmistr Gérard de Ridefort se dvěma templáři, kterým se podařilo vyváznout. Po smrti Rogera se dočasné správy řádu chopil Guillaume Borrel, ale jako funkci správce vykonával jen krátkou dobu v roce 1187. Poté jako nejvyšší správce řádu sloužil Armengol de Aspa, až do roku 1190, kdy byl v průběhu třetí křížové výpravy zvolen nový velmistr Garnier z Náblusu.